# Antonio Benedetto Antonucci
Pour les articles homonymes, voir Antonucci.
Antonio Benedetto Antonucci (né le 17 décembre 1798 à Subiaco dans la province de Rome, dans le Latium, et mort le 29 janvier 1879 à Ancône) est un cardinal italien du XIXe siècle. 

## Biographie
Antonio Benedetto Antonucci est notamment chargé d'affaires à La Haye. Il est nommé évêque de Montefeltro en 1840 et est consacré le 18 juillet 1841 par Luigi Lambruschini avec comme co-consécrateurs Fabio Maria Asquini et Lodovico Altieri. Il est transféré à Ferentino en 1842 et promu archevêque titulaire de Tarse en 1844. Il est envoyé comme nonce apostolique en Sardaigne (en) la même année. Il devient évêque d'Ancône en 1851.
Le pape Pie IX le crée cardinal lors du consistoire du 15 mars 1858. Il participe au Ier concile œcuménique du Vatican en 1869-1870 et au conclave de 1878, lors duquel Léon XIII est élu pape.
Le cardinal Antonucci meurt à Ancône le 29 janvier 1879 à l'âge de 80 ans.